# Oleșești (okręg Vrancea)
Oleșești – wieś w Rumunii, w okręgu Vrancea, w gminie Țifești. W 2011 roku liczyła 891
mieszkańców.